# Croix de cimetière de Roz-Landrieux
La croix de cimetière de Roz-Landrieux est une croix monumentale située devant l’église de Roz-Landrieux, dans le département français d'Ille-et-Vilaine, région Bretagne.

## Historique
La croix date du XVIe siècle et fait l’objet d’un classement au titre des monuments historiques depuis le 2 mars 1912.

## Description et architecture
Un Christ en bas-relief est représenté sur la croix.